# Brasserie de l'Abbaye d'Aulne
La Brasserie de l'abbaye d'Aulne aussi nommée Brasserie du Val de Sambre est une brasserie belge, située à Gozée dans l'entité de Thuin, Hainaut (Région wallonne de Belgique).

## Historique
Depuis le Moyen Âge, les moines de l'abbaye d'Aulne brassaient deux sortes de bières. En 1752, un incendie détruisit la brasserie qui fut reconstruite en 1796. Mais, avant 1850, les activités brassicoles de l'abbaye avaient complètement cessé.
Depuis juin 2000, les bières d'abbaye sont à nouveau brassées au sein du site des ruines cisterciennes de l'Abbaye d'Aulne et plus particulièrement dans les anciennes écuries datant du XVIIIe siècle qui furent restaurées dès 1998.
Parfois nommée brasserie de l'Abbaye d'Aulne de par son emplacement géographique initial dans une partie de l'abbaye, la brasserie est rachetée en 2014 par un groupe brassicole espagnol. Son expansion pousse la brasserie à exporter sa production sur un site de Gand avant d'obtenir un avis favorable pour une extension en 2017 à Thuin. Cette nouvelle unité permet une production de 20.000 hectolitres par an sur un terrain de 3000m²,. L'expansion de la brasserie depuis le rachat espagnol est qualifié de transition « de la microbrasserie à la machine de guerre wallo-espagnole ».

## Produits
Les recettes de la brasserie s'inspirent de celles datant pour certaines à 1555 au sein des brassins de l'abbaye, jusqu'à 1850.
Les bières d'abbaye reconnues de la marque Abbaye d'Aulne parfois appelées ADA ainsi que la Blanche de Charleroi y sont produites,.
La brasserie produit aussi les bières faisant référence à l'Abbaye d'Heylissem qui sont des bières d'abbaye mais ne pouvant arborer le logo des bières d'abbaye reconnues. Elle brasse aussi une bière aux cerises baptisée La Chérie.
- Abbaye d'Aulne  se décline en six variétés
- Blanche de Charleroi titrant 5 % Alc. Vol.
- Heylissem Blonde titrant 6,3 % Alc. Vol.
- Heylissem Brune titrant 6,3 % Alc. Vol.
- Heylissem Triple Blonde titrant 8 % Alc. Vol.
- Heylissem Triple Brune titrant 8 % AlcVol.
- La Chérie, à la saveur cerise-griotte titrant 3,5 % Alc. Vol.
- Sambrée, titrée à 6,5 % Alc. Vol.

D'après le brasseur, l'ingrédient fondamental de ces bières, c'est son eau exploitée depuis une nappe phréatique à 70m de profondeur. Les produits de la brasserie sont particulièrement appréciées en Chine cependant ces exportations sont freinées en 2020 au point d'être critique, puisqu'elles représentant 40% de la production totale de la brasserie.